# Parafia Matki Bożej Bolesnej w Skarżysku-Kamiennej
Parafia Matki Bożej Bolesnej w Skarżysku-Kamiennej – parafia Kościoła Polskokatolickiego w RP, położona w dekanacie kieleckim diecezji krakowsko-częstochowskiej.
Na terenie miasta i okolicy działa parafia polskokatolicka od 1928. W czasie okupacji hitlerowskiej, podczas II wojny światowej parafia działała w podziemiu, po wojnie zaś w pewnym okresie przestała istnieć. Reaktywowana została w czerwcu 1955, uzyskując budynek sakralny w innej dzielnicy miasta, w którym funkcjonuje do dziś. W latach 2000–2001 przeprowadzono gruntowny remont kaplicy parafialnej. Obiekt znajduje się przy ul. Cmentarnej 1.
W 2016 parafia skupiała około 50 wiernych.